# José Victor Ferreira Jerônimo
José Victor Ferreira Jerônimo (nacido el 14 de mayo de 1991 en Florianópolis, Santa Catarina) es un jugador de baloncesto brasileño con pasaporte español que actualmente pertenece a la plantilla del Liga Sorocabana de Basquete de la NBB, la máxima división brasileña. Con 2,07 metros de altura juega en la posición de Pívot.

## Inicios
Formado en las categorías inferiores del Paulistano/Unimed São Paulo, en 2007, con 16 años, fue fichado por el CAI Zaragoza para su cantera. 
Estuvo tres temporadas en el club maño (2007-2010), jugando la primera temporada en su equipo junior y las otras dos restantes en el equipo vinculado, el Monte Ducay Olivar de la Liga EBA, la cuarta división del baloncesto español.
En la primera temporada en el Monte Ducay Olivar (2008-2009), jugó 28 partidos con un promedio de 4,7 puntos (50 % en tiros de 2), 3,5 rebotes y 1,1 tapones en 15,9 min. Fue el 3º máximo taponador Sub-22 del Grupo C de la Liga EBA.
En la segunda temporada en el Monte Ducay Olivar (2009-2010), jugó 19 partidos con un promedio de 5,3 puntos (52,9 % en tiros de 2) y 4,1 rebotes en 18 min. Fue el 5º máximo taponador y el 3º máximo taponador Sub-22 (0,8 por partido) del Grupo C de la Liga EBA.
Disputó un total de 47 partidos con el equipo vinculado del CAI Zaragoza entre las dos temporadas, promediando 5 puntos (51,4 % en tiros de 2), 3,8 rebotes y 0,9 tapones en 17 min de media.
En el verano de 2008, participó en el Adidas Nations Experience con el equipo de Latinoamérica.

## Trayectoria profesional

### Brasil

#### Paulistano/Unimed São Paulo
Al término de la temporada 2009-2010 dejó Zaragoza y puso rumbo a Brasil, fichando por el club en el que se formó, el Paulistano/Unimed São Paulo para la temporada 2010-2011, donde compaginó el filial de la Liga Paulista con el primer equipo.
Jugó 13 partidos con el primer equipo en la NBB, promediando 2,4 puntos y 2,3 rebotes en 10,9 min de media.

#### Cia.do Terno/Romaço/Joinville
Firmó para la temporada 2011-2012 por el Cia.do Terno/Romaço/Joinville. 
Con el filial jugó 7 partidos en la Liga Paulista y con el primer equipo jugó 21 partidos en la NBB, 5 en los play-offs y 3 en la Liga de las Américas 2012. 
Con el filial promedió 9,7 puntos (57,4 % en tiros de 2), 5,1 rebotes, 1,1 asistencias y 2,1 tapones en 29,7 min de media. Fue el máximo taponador de la Liga Paulista.
Con el primer equipo promedió en liga 3,6 puntos (70,3 % en tiros de 2) y 1,6 rebotes en 9 min de media, en play-offs 0,8 puntos y 0,4 rebotes en 3,3 min de media, mientras que en la Liga de las Américas 2012 promedió 1,3 puntos y 2,3 rebotes en 7 min de media.

#### Vivo/Franca Basquete São Paulo
Fichó por el Vivo/Franca Basquete São Paulo para la temporada 2012-2013.
Con el filial jugó 7 partidos en la Liga Paulista (más 2 de play-offs y con el primer equipo jugó 7 partidos en la NBB. 
Con el filial promedió en liga 9,1 puntos, 5,3 rebotes, 1 balón robado y 1,5 tapones en 19,9 min de media, mientras que en play-offs promedió 6 puntos (50 % en tiros de 2), 10 rebotes y 1 tapón en 21,2 min de media. 
Con el primer equipo promedió en liga 2,2 puntos (77,8 % en tiros de 2) y 0,8 rebotes en 3,8 min de media.

#### A.E.São José/Unimed/Vinac
Fichó para la temporada 2013-2014 por el A.E.São José/Unimed/Vinac.
Con el filial jugó 18 partidos en la Liga Paulista (más 2 de play-offs y con el primer equipo jugó 7 partidos en la NBB, 3 en los play-offs y 4 en la Liga Sudamericana de Clubes 2013. 
Con el filial en liga promedió 9,9 puntos (50,7 % en tiros de 2), 6,3 rebotes, 1 asistencia y 1,8 tapones en 29,6 min de media, mientras que en play-offs promedió 7 puntos, 7 rebotes, 1 balón robado y 2 tapones en 30,7 min.
Con el primer equipo promedió en liga 0,9 puntos (100 % en tiros de 2) en 2,2 min de media, en play-offs 0,3 rebotes en 1,6 min de media, mientras que en la Liga Sudamericana de Clubes 2013 promedió 5,2 puntos (66,7 % en tiros de 2), 4,5 rebotes y 1,7 tapones en 12 min de media.

### Viten Getafe
Regresó a España para la temporada 2014-2015, ya que el 8 de diciembre de 2014, el Viten Getafe (equipo vinculado al Montakit Fuenlabrada) de la LEB Plata, la tercera división española, anunció su fichaje hasta final de temporada.
Con el conjunto getafense disputó 19 partidos de liga y 2 de play-offs. En liga promedió 2,6 puntos y 2,7 rebotes en 14 min de media, mientras que en play-offs promedió 4 puntos, 3 rebotes y 1 asistencia en 13 min de media.

### Liga Sorocabana de Basquete
Firmó por el Liga Sorocabana de Basquete para la temporada 2015-2016.
CLUB DE GIMNASIA Y ESGRIMA LA PLATA
Firmó por el Club de Gimnasia y Esgrima La Plata  para la temporada 2016-2017.